# 23 lipca
23 lipca jest 204. (w latach przestępnych 205.) dniem w kalendarzu gregoriańskim. Do końca roku pozostaje 161 dni.

## Święta
- Imieniny obchodzą: Apolinary, Apolinaria, Bogna, Bolesław, Brygida, Jan, Joanna, Kasjan, Krystyn, Liboriusz, Olimpiusz, Romula i Żelisław.
- dawn. święto: Starożytny Rzym – Święto Neptuna (Neptunalia)
- Egipt – Święto Rewolucji Lipcowej
- Fidżi – Święto Konstytucji
- Libia – Święto Rewolucji
- Papua-Nowa Gwinea – Święto Wyzwolenia
- Ruch Rastafari – Obchody rocznicy urodzin Haile Selassie
- Wspomnienia i święta w Kościele katolickim[1][2] obchodzą:
  - św. Apolinary z Rawenny (biskup i męczennik) (również 20 lipca)
  - św. Brygida Szwedzka (zakonnica i patronka Europy)
  - św. Jan Kasjan (święty mnich, Ojciec Kościoła i pustyni)
  - bł. Krystyn Gondek (franciszkanin)
  - bł. Małgorzata Maria López de Maturana (zakonnica)
  - święci Trofim i Teofil (męczennicy)

## Wydarzenia w Polsce
- 1343 – Podczas spotkania w polu pod Wierzbiczanami król Kazimierz III Wielki i wielki mistrz zakonu krzyżackiego Ludolf König von Wattzau ratyfikowali pokój kaliski podpisany 8 lipca, na mocy którego Polska w zamian za zrzeczenie się praw do ziemi chełmińskiej, michałowskiej i Pomorza Gdańskiego odzyskała od państwa zakonu krzyżackiego Kujawy i ziemię dobrzyńską.
- 1422 – Król Władysław II Jagiełło nadał szlachcie przywilej czerwiński.
- 1549 – Mosty Wielkie koło Lwowa uzyskały prawa miejskie.
- 1675 – Według kronik i prawosławnej tradycji doszło do cudownego ocalenia przed atakiem turecko-tatarskim klasztoru w Poczajowie.
- 1683 – Położono kamień węgielny pod budowę warszawskiego kościoła Przemienienia Pańskiego.
- 1690 – Od uderzenia pioruna w wieżę kościoła wybuchł pożar, który strawił niemal całą zabudowę wsi Dytmarów koło Prudnika.
- 1759 – Wojna siedmioletnia: zwycięstwo wojsk rosyjskich nad pruskimi w bitwie pod Kijami.
- 1792:
  - Król Stanisław August Poniatowski przystąpił do konfederacji targowickiej.
  - Wojna polsko-rosyjska: porażka wojsk litewskich w bitwie pod Brześciem.
- 1817 – W krypcie św. Leonarda na Wawelu został pochowany książę Józef Poniatowski.
- 1873 – Wysłano pierwszą na terenie obecnej Polski pocztówkę, przedstawiającą widok na Śnieżkę.
- 1896 – W Krakowie odbyła się premiera opery Goplana z muzyką Władysława Żeleńskiego i librettem Ludomiła Germana na podstawie Balladyny Juliusza Słowackiego.
- 1921 – W Łodzi rozpoczął się XVIII Kongres Polskiej Partii Socjalistycznej.
- 1934 – Premiera filmu historycznego Młody las w reżyserii Józefa Lejtesa.
- 1942 – Do obozu zagłady w Treblince przybył pierwszy transport Żydów z likwidowanego warszawskiego getta.
- 1943 – Niemcy zlikwidowali obóz pracy dla Żydów w Hłuboczku Wielkim w dawnym województwie tarnopolskim, zabijając 640 więźniów.
- 1944:
  - Armia Czerwona wkroczyła do Lublina.
  - Kolaboracyjny Ukraiński Legion Samoobrony dokonał masowego mordu na 44 lub 45 Polakach oraz grabieży i podpaleń we wsi Chłaniów oraz przyległych koloniach Chłaniów-Kolonia i Władysławin w powiecie krasnostawskim.
  - PKWN wydał dekret o podporządkowaniu spraw dotyczących Armii Krajowej i innych polskich organizacji kompetencji sądów wojskowych ZSRR.
  - Wyzwolono obóz koncentracyjny na Majdanku, na terenie którego Sowieci natychmiast utworzyli obóz filtracyjny NKWD dla żołnierzy Armii Krajowej i Narodowych Sił Zbrojnych, wykorzystując w tym celu infrastrukturę hitlerowską.
- 1945 – Założono klub sportowy Polonia Świdnica.
- 1946 – 5 górników zginęło w katastrofie w KWK „Ludwik” w Zabrzu.
- 1951 – Sąd Wojewódzki w Warszawie skazał na karę śmierci nazistowskiego zbrodniarza Jürgena Stroopa, odpowiedzialnego m.in. za krwawe stłumienie powstania w getcie warszawskim.
- 1954 – Dokonano oblotu szybowca SZD-14 Jaskółka M.
- 1955 – Dokonano oblotu samolotu szkolno-treningowego PZL TS-8 Bies.
- 1960 – W klubie studenckim „Żak” w Gdańsku odbył się pierwszy występ zespołu Czerwono-Czarni.
- 1968 – 5 górników zginęło w eksplozji metanu i pyłu węglowego w KWK „Niwka-Modrzejów” w Sosnowcu.
- 2003 – Sejm RP przyjął ustawę o ochronie i opiece nad zabytkami.
- 2009 – Silne burze i nawałnice nawiedziły wiele regionów kraju. Zginęło 8 osób, a 82 zostały ranne.
- 2013 – Nastąpiło całkowite wyłączenie sygnału analogowego w telewizji naziemnej.

## Wydarzenia na świecie

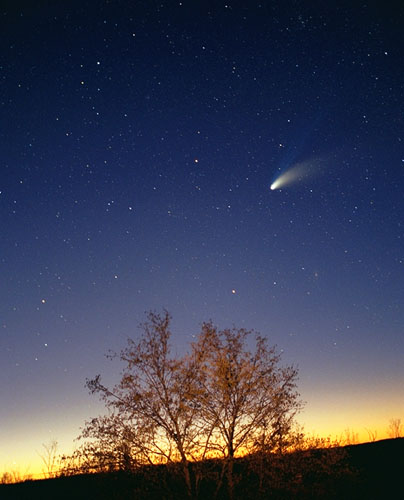
Kometa Hale’a-Boppa na fotografii z 1997

- 685 – Jan V został wybrany na papieża.
- 1230 – Został zawarty pokój w San Germano pomiędzy Państwem Kościelnym a cesarzem rzymsko-niemieckim Fryderykiem II Hohenstaufem.
- 1242 – Wojna Saintonge: zwycięstwem rycerstwa francuskiego nad angielskim zakończyła się trzydniowa bitwa pod Taillebourgiem.
- 1268 – Lorenzo Tiepolo został dożą Wenecji.
- 1290 – Andrzej III został koronowany w katedrze w Székesfehérvár na króla Węgier i Chorwacji.
- 1431 – Rozpoczęły się obrady soboru w Bazylei.
- 1500 – Zakończono budowę katedry w Bazylei.
- 1552 – Zwycięstwo wojsk tureckich nad węgierskimi w bitwie pod Szentandrás.
- 1626 – Wojna chłopska w Austrii: stoczono bitwę pod Enns.
- 1645 – Aleksy I Romanow został carem Rosji.
- 1685 – Wmurowano kamień węgielny pod budowę kościoła Świętego Krzyża w Kownie.
- 1711 – Rosja i Imperium Osmańskie zawarły pokój prucki.
- 1777 – Kazimierz Pułaski wylądował w Ameryce Północnej.
- 1783 – W Badenii zniesiono poddaństwo.
- 1793 – I koalicja antyfrancuska: wojska pruskie zdobyły po trzymiesięcznym oblężeniu okupowaną przez Francuzów Moguncję.
- 1800 – Okupacyjne władze francuskie zlikwidowały papieskie trybunały inkwizycyjne w Piemoncie.
- 1801 – João de Almeida Melo e Castro został premierem Portugalii.
- 1816 – Jean-Claude Colin i Jean-Claude Courveille założyli zgromadzenie zakonne marystów.
- 1839 – I wojna brytyjsko-afgańska: zwycięstwo wojsk brytyjskich w bitwie pod Ghazni.
- 1840 – Brytyjski parlament przyjął ustawę o Unii Kanadyjskiej.
- 1849:
  - Francuz Louis Flobert opatentował nabój z bocznym zapłonem.
  - Wiosna Ludów: zostało zdławione powstanie badeńskie.
- 1870 – Rady Generalne zatwierdziły Pierwszą Międzynarodówkę.
- 1871 – Amerykański astronom Christian Peters odkrył planetoidę (114) Kassandra.
- 1881:
  - Powstała Międzynarodowa Federacja Gimnastyczna (FIG).
  - W Buenos Aires podpisano argentyńsko-chilijski traktat graniczny.
- 1886 – Powstała Republika Niepodległej Gujany.
- 1895:
  - Austriacki psychoanalityk Sigmund Freud miał w nocy z 23 na 24 lipca tzw. sen o zastrzyku Irmy, którego szczegółową analizę zamieścił w pracy Objaśnianie marzeń sennych.
  - Francuski astronom Auguste Charlois odkrył planetoidę (405) Thia.
- 1896 – Niemiecka kanonierka kolonialna SMS „Iltis” zatonęła podczas tajfunu na Morzu Żółtym. Zginęło 76 członków załogi, uratowało się 10.
- 1900 – Na ulice Rygi wyjechały pierwsze tramwaje elektryczne.
- 1902:
  - Odkryto kometę 26P/Grigg-Skjellerup.
  - Założono klub piłkarski Excelsior Rotterdam.
- 1904 – Wojna rosyjsko-japońska: zwycięstwo Japończyków w bitwie pod Dashiqiao.
- 1908 – Niemiecki astronom August Kopff odkrył planetoidy: (666) Desdemona i (667) Denise.
- 1909 – Niemiecki astronom Max Wolf odkrył planetoidę (683) Lanzia.
- 1914 – Po zabójstwie następcy tronu arcyksięcia Franciszka Ferdynanda Habsburga i jego żony Zofii von Chotek Austro-Węgry wystosowały wobec Serbii ultimatum z żądaniami zaprzestania propagandy antywiedeńskiej, ukarania winnych zamachu i oficjalnego potępienia przez króla wielkoserbskiej agitacji.
- 1920:
  - Brytyjski Protektorat Afryki Wschodniej został przekształcony w kolonię.
  - Wojna polsko-bolszewicka: w Smoleńsku powstał Tymczasowy Komitet Rewolucyjny Polski.
- 1921 – W Szanghaju rozpoczął się pierwszy zjazd Komunistycznej Partii Chin.
- 1922 – W Soborze Świętych Piotra i Pawła w Mińsku odbył się synod cerkiewny, na którym zadecydowano o utworzeniu autonomicznej metropolii białoruskiej.
- 1923 – W szwajcarskiej Lozannie podpisano układ o przyjaźni między Polską a Turcją.
- 1926:
  - Fox Film (późniejsza wytwórnia filmowa 20th Century Fox) nabył patent pozwalający na zapisanie ścieżki dźwiękowej na taśmie filmowej i zsynchronizowanie obrazu i dźwięku.
  - Raymond Poincaré został po raz czwarty premierem Francji.
- 1927 – W Bombaju rozpoczęła regularne nadawanie pierwsza indyjska rozgłośnia radiowa.
- 1930 – W trzęsieniu ziemi w południowych Włoszech zginęło 1425 osób.
- 1936 – Złota medalistka w pływaniu na dystansie 100 m stylem grzbietowym z igrzysk w Los Angeles z 1932 roku Eleanor Holm została znaleziona w stanie głębokiego upojenia alkoholowego w swej kajucie na statku wiozącym amerykańskich sportowców na igrzyska w Berlinie i następnego dnia wykluczona z reprezentacji przez jej kierownika Averyʼego Brundageʼa.
- 1939:
  - Francja przekazała Turcji syryjski okręg Hatay.
  - Mahatma Gandhi wysłał list do Adolfa Hitlera w którym wzywał go do zaprzestania polityki prowadzącej do wojny. List został przechwycony przez brytyjskie władze kolonialne i nie dotarł do adresata.
- 1940 – Amerykański podsekretarz stanu Sumner Welles oświadczył, że Waszyngton nie uznaje radzieckiej okupacji krajów bałtyckich.
- 1942 – Front wschodni: wojska niemieckie zdobyły Rostów nad Donem.
- 1943 – Front wschodni: rozpoczęła się bitwa o Biełgorod.
- 1944:
  - Front wschodni: Armia Czerwona wyzwoliła Psków.
  - (lub 21 lipca) Został aresztowany pod zarzutem zdrady były szef Abwehry admirał Wilhelm Canaris.
- 1945:
  - We Francji rozpoczął się proces marszałka Philippe’a Pétaina, byłego szefa kolaboracyjnego rządu Vichy.
  - Wojna o Pacyfik: zwycięstwo floty amerykańskiej w bitwie w Zatoce Tokijskiej.
- 1952:
  - Wszedł w życie traktat o utworzeniu Europejskiej Wspólnoty Węgla i Stali.
  - Został obalony król Egiptu Faruk I.
- 1956:
  - Japonia i Filipiny formalnie zakończyły stan wojny wraz z ratyfikacją traktatu pokojowego i porozumienia o reparacjach.
  - Nad Morzem Południowochińskim chińska armia omyłkowo zestrzeliła samolot Douglas DC-4 należący do linii lotniczych Cathay Pacific z Hongkongu. Zginęło 10 osób, ocalało 8.
- 1960 – Otwarto Cairo International Stadium.
- 1961:
  - W Nikaragui powstał Sandinistowski Front Wyzwolenia Narodowego (FSLN).
  - Została odkryta Kometa Wilsona-Hubbarda.
- 1962:
  - Amerykański satelita telekomunikacyjny Telstar 1 przeprowadził pierwszą transmisję sygnału telewizyjnego „na żywo”.
  - Otwarto Muzeum Mohameda Mahmouda Khalila w egipskiej Gizie.
  - W miejscowości Velars-sur-Ouche koło Dijon wykoleił się pociąg ekspresowy Paryż-Marsylia, w wyniku czego zginęło 36 osób, a ok. 100 zostało rannych.
  - Zakończyła się konferencja genewska w sprawie Laosu.
- 1965 – Papież Paweł VI erygował diecezję Los Teques w Wenezueli.
- 1967 – W Detroit wybuchły zamieszki rasowe.
- 1968 – Doszło do pierwszego w historii i jedynego udanego porwania izraelskiego samolotu. Trzech arabskich terrorystów z Ludowego Frontu Wyzwolenia Palestyny, spodziewając się, że na pokładzie będzie ówczesny ambasador Izraela w USA Icchak Rabin, uprowadziło lecący z Rzymu do Tel Awiwu samolot linii El Al z 10 członkami załogi i 28 pasażerami. Maszyna została skierowana do Algierii, gdzie po 40 dniach terroryści zwolnili wszystkich zakładników.
- 1970 – Kabus ibn Sa’id został sułtanem Omanu.
- 1971 – William Tolbert Jr. został prezydentem Liberii.
- 1972 – Wystrzelono amerykańskiego satelitę środowiskowego Landsat 1.
- 1973:
  - Należący do Japan Airlines Boeing 747, odbywający lot z Amsterdamu do Anchorage na Alasce, został porwany krótko po starcie przez 4 mężczyzn i kobietę. Przypadkowa detonacja ładunków wybuchowych zabiła napastniczkę, a samolot wylądował w Dubaju, skąd później wystartował do Damaszku, a następnie do libijskiego miasta Bengazi, gdzie pasażerowie i załoga zostali wypuszczeni, a samolot wysadzony w powietrze.
  - W katastrofie lecącego z Nashville do Saint Louis należącego do Ozark Air Lines samolotu Fairchild F-27 w Normandy w stanie Missouri zginęło 38 osób, a 6 zostało rannych.
- 1974 – Grecka junta „czarnych pułkowników” przekazała władzę administracji cywilnej.
- 1976 – Mário Soares został premierem Portugalii.
- 1979 – Na lotnisku w Bejrucie rozbił się odbywający lot szkoleniowy towarowy Boeing 707-320C należący do Trans Mediterranean Airways, w wyniku czego zginęło wszystkich 6 osób na pokładzie.
- 1980:
  - Miegion w rosyjskim Chanty-Mansyjskim Okręgu Autonomicznym – Jugra uzyskał prawa miejskie.
  - Wietnamczyk Phạm Tuân, uczestnik lotu Sojuza 37 na stację orbitalną Salut 6, został pierwszym Azjatą w kosmosie.
- 1982:
  - Międzynarodowa Komisja Wielorybnicza wprowadziła całkowity zakaz komercyjnego połowu wielorybów począwszy od sezonu 1985/86.
  - W katastrofie śmigłowca Bell UH-1 Iroquois w Santa Clarita w Kalifornii, do której doszło w trakcie kręcenia jednej ze scen filmu Strefa mroku, zginęły 3 osoby (na ziemi), a 6 znajdujących się w śmigłowcu zostało rannych.
- 1983:
  - Jerzy Kukuczka i Wojciech Kurtyka jako pierwsi Polacy zdobyli ośmiotysięcznik Gaszerbrum I w paśmie Karakorum.
  - Piloci kanadyjskiego Boeinga 767, nazwanego później „szybowcem z Gimli”, po zgaśnięciu silników na wysokości 8500 metrów sprowadzili bezpiecznie maszynę lotem ślizgowym na ziemię.
  - Wybuchła trwająca 26 lat wojna domowa na Sri Lance.
- 1984 – W Izraelu odbyły się wybory do Knesetu.
- 1985 – Zaprezentowano komputer Amiga 1000.
- 1986 – W Opactwie Westminsterskim w Londynie książę Yorku Andrzej poślubił Sarę Ferguson.
- 1988 – Gen. Ne Win ogłosił po 26 latach rezygnację z funkcji przewodniczącego rządzącej Birmańskiej Partii Programu Socjalistycznego. Nowym przewodniczącym został Sein Lwin.
- 1992 – Parlament abchaski przyjął konstytucję stanowiącą, że Abchazja jest suwerennym państwem i podmiotem prawa międzynarodowego.
- 1993:
  - 55 osób zginęło w katastrofie chińskiego samolotu BAe 146 koło miasta Yinchuan.
  - Szwadron śmierci dokonał masakry bezdomnych dzieci pod kościołem Candelária w Rio de Janeiro.
- 1995 – Została odkryta Kometa Hale’a-Boppa.
- 1997:
  - Birma i Laos zostały przyjęte do Stowarzyszenia Narodów Azji Południowo-Wschodniej (ASEAN).
  - USA i Meksyk podpisały układ o wolnym handlu.
- 1998 – Puntland w północno-wschodniej Somalii ogłosił autonomię.
- 1999:
  - Muhammad VI został królem Maroka.
  - Na orbitę okołoziemską został wyniesiony przez prom kosmiczny Columbia Teleskop kosmiczny Chandra.
- 2001 – Abdurrahman Wahid został usunięty przez parlament z funkcji prezydenta Indonezji. Zastąpiła go wiceprezydent Megawati Soekarnoputri.
- 2002 – Oddano do użytku King Power Stadium w angielskim Leicesterze.
- 2003 – „Californian” został flagowym żaglowcem stanu Kalifornia.
- 2004 – W stolicy Hercegowiny Mostarze otwarto odbudowany kamienny Stary Most nad Neretwą, zniszczony w 1993 roku przez wojska chorwackie.
- 2005 – Co najmniej 70 osób zginęło, a ponad 150 zostało rannych w serii trzech zamachów bombowych w egipskim kurorcie Szarm el-Szejk nad Morzem Czerwonym.
- 2007 – Na Węgrzech oddano do użytku Most Pentele na Dunaju.
- 2008 – Republika Zielonego Przylądka przystąpiła do Światowej Organizacji Handlu jako jej 153. członek.
- 2009 – Urzędujący prezydent Kirgistanu Kurmanbek Bakijew został wybrany w wyborach powszechnych na II kadencję.
- 2011 – W chińskiej prowincji Zhejiang zderzyły się 2 pociągi kolei dużych prędkości, w wyniku czego zginęło 40 osób, a około 210 zostało rannych.
- 2012:
  - Juan Jiménez został premierem Peru.
  - Kwesi Ahoomey-Zunu został premierem Togo.
- 2013 – W brazylijskim Rio de Janeiro rozpoczęły się 28. Światowe Dni Młodzieży.
- 2014:
  - W dwóch zamachach bombowych w mieście Kaduna w środkowej Nigerii zginęły 42 osoby.
  - W katastrofie samolotu ATR 72 linii TransAsia Airways w Magong na należących do Tajwanu Peskadorach zginęło 48 osób, a 10 zostało rannych.
- 2016 – W samobójczym zamachu bombowym w Kabulu zginęło 80 osób, a 231 zostało rannych.
- 2018 – Wybuchły pożary lasów w regionie Attyka w południowo-wschodniej Grecji, w wyniku których w ciągu dwóch dni zginęły 102 osoby, a 187 odniosło obrażenia.
- 2020 – Wystrzelono chińską sondę marsjańską Tianwen-1.
- 2021 – W Tokio rozpoczęły się XXXII Letnie Igrzyska Olimpijskie.
- 2022 – Nikenike Vurobaravu został prezydentem Vanuatu.

## Urodzili się
- 1301 – Otto Habsburg, książę Austrii (zm. 1339)
- 1339 – Ludwik I Andegaweński, hrabia Maine, Étampes i Prowansji, książę Andegawenii, tytularny król Neapolu (zm. 1384)
- 1401 – Franciszek I Sforza, książę Mediolanu (zm. 1466)
- 1475 – Albert Pio, włoski mecenas, humanista, ostatni władca Capri (zm. 1531)
- 1503 – Anna Jagiellonka, królowa czeska, węgierska i niemiecka (zm. 1547)
- 1599 – Stephen Hansen Stephanius, duński filolog, historyk (zm. 1650)
- 1607 – Václav Hollar, czeski grafik, rysownik, malarz akwarelista (zm. 1677)
- 1614 – Bonaventura Peeters, flamandzki malarz (zm. 1652)
- 1649 – Klemens XI, papież (zm. 1721)
- 1666 – Thomas Parker, angielski arystokrata, polityk (zm. 1732)
- 1721 – Anna Dorothea Therbusch-Lisiewska, niemiecka malarka pochodzenia polskiego (zm. 1782)
- 1733 – Michał Kossakowski, wojewoda witebski i brasławski, pisarz skarbowy litewski, podstoli kowieński (zm. 1798)
- 1752 – Emmanuel von Schimonsky, niemiecki duchowny katolicki, biskup wrocławski (zm. 1832)
- 1773 – Thomas Brisbane, brytyjski wojskowy, administrator kolonialny, astronom (zm. 1860)
- 1775:
  - Étienne-Louis Malus, francuski inżynier wojskowy (zm. 1812)
  - Eugène-François Vidocq, francuski przestępca, awanturnik, twórca i szef Brygady Bezpieczeństwa w policji, pierwszy prywatny detektyw (zm. 1857)
- 1777 – Philipp Otto Runge, niemiecki malarz (zm. 1810)
- 1779 – Thomas Denman, brytyjski arystokrata, polityk (zm. 1854)
- 1784 – Bagyidaw, król Birmy (zm. 1846)
- 1785 – Francisco Antonio Pinto, chilijski polityk, prezydent Chile (zm. 1858)
- 1786 – Eduard Heinrich Flottwell, pruski polityk (zm. 1865)
- 1796 – Franz Berwald, szwedzki kompozytor (zm. 1868)
- 1801 – Adolf Bernhardt, polski chirurg pochodzenia żydowskiego (zm. 1870)
- 1804 – Jane Harrison, amerykańska pierwsza dama (zm. 1846)
- 1806:
  - Félix Arvers, francuski poeta, dramaturg (zm. 1850)
  - Eduard Marxsen, niemiecki kompozytor, pianista (zm. 1887)
- 1807 – Hieronim Martynowski, polski matematyk, bibliofil, kolekcjoner literatury słowiańskiej (zm. 1861)
- 1808 – Giovanni Cavalli, włoski generał, konstruktor broni artyleryjskiej i mostów (zm. 1879)
- 1816:
  - Charlotte Cushman, amerykańska aktorka (zm. 1786)
  - Jean Laurent Minier, francuski fotograf (zm. 1886
- 1819 – George Phipps, brytyjski arystokrata, polityk, administrator kolonialny (zm. 1890)
- 1820 – Julia Tyler, amerykańska pierwsza dama (zm. 1889)
- 1823 – Coventry Patmore, brytyjski poeta, eseista (zm. 1896)
- 1824 – Kuno Fischer, niemiecki filozof, historyk filozofii (zm. 1907)
- 1828 – Jonathan Hutchinson, brytyjski chirurg, okulista, dermatolog, wenerolog, patolog (zm. 1913)
- 1832 – Emil Pfeiffer, austriacki adwokat, polityk (zm. 1882)
- 1833 – Spencer Cavendish, brytyjski arystokrata, polityk (zm. 1908)
- 1834 – James Gibbons, amerykański duchowny katolicki, arcybiskup Baltimore (zm. 1921)
- 1836 – Edmund Mochnacki, polski polityk, prezydent Lwowa (zm. 1902)
- 1842 – Henryk Jordan, polski lekarz, pionier wychowania fizycznego w Polsce (zm. 1907)
- 1846 – Hilary Filasiewicz, polski prawnik, działacz społeczny i narodowy (zm. 1922)
- 1848:
  - Richard Franklin Pettigrew, amerykański prawnik, polityk, senator (zm. 1926)
  - Apolinary Wnukowski, polski duchowny katolicki, biskup płocki (zm. 1909)
- 1849:
  - Seth Bullock, amerykański szeryf, przedsiębiorca (zm. 1919)
  - Mieczysław Horbowski polski śpiewak operowy (baryton), pedagog (zm. 1937)
  - Jakub Klunder, polski duchowny katolicki, biskup sufragan diecezji chełmińskiej (zm. 1927)
- 1850 – Joseph-Marie-Stanislas Dupont, francuski duchowny katolicki, misjonarz, wikariusz apostolski Niasy (zm. 1930)
- 1851 – Peder Severin Krøyer, duński malarz (zm. 1909)
- 1854:
  - Birt Acres, brytyjski fotograf, pionier filmu, reżyser, wynalazca (zm. 1918)
  - Jan Sleszyński, polski matematyk, wykładowca akademicki (zm. 1931)
- 1856 – Bal Gangadhar Tilak, indyjski pisarz, polityk (zm. 1920)
- 1857 – Carl Meinhof, niemiecki pastor, językoznawca, wykładowca akademicki (zm. 1944)
- 1858:
  - Jan Marian Drohojowski, polski heraldyk, genealog (zm. 1911)
  - Edward Irenaeus Prime-Stevenson, amerykański pisarz (zm. 1942)
- 1860 – Aleksander Woyde, polski historyk, archiwista, bibliotekarz (zm. 1925)
- 1861 – David Morton, szkocki rugbysta i sędzia sportowy (zm. 1937)
- 1863 – Sándor Bródy, węgierski pisarz, dziennikarz pochodzenia żydowskiego (zm. 1924)
- 1864:
  - Apolinario Mabini, filipiński filozof, rewolucjonista, polityk, premier Filipin (zm. 1903)
  - Stanisław Staniszewski, polski adwokat, wolnomularz, publicysta, polityk, minister opieki społecznej i ochrony pracy (zm. 1925)
- 1865 – Max Heindel, duńsko-amerykański okultysta, astrolog, mistyk (zm. 1919)
- 1866:
  - Francesco Cilea, włoski kompozytor (zm. 1950)
  - Mateusz Correa Megallanes, meksykański duchowny katolicki, męczennik, święty (zm. 1927)
- 1867:
  - Bernard z Lugar Nuevo de Fenollet, hiszpański kapucyn, męczennik, błogosławiony (zm. 1936)
  - Rohan Kōda, japoński pisarz, historyk i krytyk literacki (zm. 1947)
- 1868 – John Hope Simpson, brytyjski polityk (zm. 1961)
- 1869 – Bernhard Heinrich Irrgang, niemiecki kompozytor, organista, pedagog (zm. 1916)
- 1871 – Ovide Decroly, belgijski psychiatra, psycholog, pedagog (zm. 1932)
- 1872 – Ludwik Julian Spiess, polski farmaceuta, przemysłowiec (zm. 1956)
- 1879 – Francisco Ríos González, hiszpański przestępca (zm. 1907)
- 1880 – Eliasz, tytularny książę Parmy (zm. 1959)
- 1883:
  - Alan Brooke, brytyjski arystokrata, marszałek polny (zm. 1963)
  - Erundina od Matki Boskiej Szkaplerznej Colino Vega, hiszpańska karmelitanka miłosierdzia, męczennica, błogosławiona (zm. 1936)
  - Włodzimierz Stożek, polski matematyk, wykładowca akademicki (zm. 1941)
- 1884:
  - Emil Jannings, niemiecki aktor (zm. 1950)
  - Apolinary Szeluto, polski kompozytor, pianista, adwokat (zm. 1966)
  - Albert Warner, amerykański przedsiębiorca, współzałożyciel wytwórni filmowej Warner Bros. (zm. 1967)
  - Aleksander Znamięcki, polski taternik, bankowiec (zm. 1964)
- 1885 – Stefan Belina-Skupiewski, polski śpiewak operowy (tenor), pedagog (zm. 1962)
- 1886:
  - Arthur Whitten Brown, brytyjski pilot (zm. 1948)
  - Salvador de Madariaga, hiszpański historyk, pisarz, dyplomata, pacyfista (zm. 1978)
  - Walter Schottky, niemiecki fizyk (zm. 1976)
  - Władysław Szafer, polski botanik, wykładowca akademicki (zm. 1970)
- 1887 – Henry Alsop Riley, amerykański neurolog, neuroanatom (zm. 1966)
- 1888 – Raymond Chandler, amerykański pisarz (zm. 1959)
- 1889:
  - Franklin Frederick Korell, amerykański wojskowy, prawnik, polityk (zm. 1965)
  - Louis Ségura, francuski gimnastyk (zm. 1963)
- 1891:
  - Kurt Bergström, szwedzki żeglarz sportowy (zm. 1955)
  - Ignacy Bujnicki, polski inżynier, polityk, samorządowiec, prezydent Kalisza (zm. 1939)
- 1892:
  - Erik Adlerz, szwedzki skoczek do wody (zm. 1975)
  - Władimir Klimow, radziecki generał major, inżynier, konstruktor silników lotniczych (zm. 1962)
  - Arvid Lindau, szwedzki patolog, bakteriolog (zm. 1958)
  - Stefan Rydel, polski działacz rolniczy i społeczny, polityk, senator RP (zm. 1975)
  - Haile Selassie I, cesarz Etiopii (zm. 1975)
- 1893:
  - Michał Klepacz, polski duchowny katolicki, biskup łódzki (zm. 1967)
  - Stefan Szwarc, polski aktor, reżyser filmowy (zm. 1964)
- 1894:
  - László Dezső, węgierski generał (zm. 1949)
  - Władysław Mikołajczak, polski pułkownik piechoty (zm. 1960)
  - Arthur Treacher, brytyjski aktor (zm. 1975)
- 1895:
  - Stefan Bieszk, kaszubski pisarz (zm. 1964)
  - František Moravec, czechosłowacki generał brygady (zm. 1966)
  - Norris Poulson, amerykański polityk (zm. 1982)
  - Aileen Pringle, amerykańska aktorka (zm. 1989)
  - Franciszek Wysocki, polski oficer, kawaler Orderu Virtuti Militari (zm. 1939)
- 1896:
  - Bolesław Czuchajowski, polski prawnik, polityk, prezydent Krakowa (zm. 1941)
  - Reinhold Frank, niemiecki prawnik, polityk, działacz antynazistowski (zm. 1945)
- 1897 – Boris Posławski, rosyjski aktor (zm. 1951)
- 1898:
  - Bengt Djurberg, szwedzki aktor, piosenkarz (zm. 1941)
  - Red Dutton, kanadyjski hokeista, działacz hokejowy (zm. 1987)
  - Paul Van Halteren, belgijski żeglarz sportowy (zm. 1949)
- 1899:
  - Gustav Heinemann, niemiecki polityk, prezydent RFN (zm. 1976)
  - Henrik Sjögren, szwedzki okulista (zm. 1986)
- 1900:
  - John Babcock, kanadyjski weteran I wojny światowej (zm. 2010)
  - Edmund Ernest-Kosmowski, polski malarz (zm. 1985)
  - Helen Ferguson, amerykańska aktorka filmowa (zm. 1977)
  - Einar Skjæraasen, norweski kompozytor, poeta (zm. 1966)
- 1901:
  - Jacob Pieter Den Hartog, amerykański inżynier mechanik pochodzenia holenderskiego (zm. 1989)
  - Eugene Oberst, amerykański lekkoatleta, oszczepnik (zm. 1991)
- 1902:
  - Arthur Lindo Patterson, brytyjski krystalograf (zm. 1966)
  - Theodore Christian Schneirla, amerykański psycholog zwierzęcy (zm. 1968)
  - Frank Soskice, brytyjski prawnik, polityk (zm. 1979)
- 1905:
  - Leopold Engleitner, austriacki Świadek Jehowy, więzień obozów koncentracyjnych (zm. 2013)
  - Dominik Surowski, polski duchowny katolicki, więzień obozów koncentracyjnych (zm. 1942)
- 1906 – Vladimir Prelog, chorwacki chemik, laureat Nagrody Nobla (zm. 1998)
- 1907 – Janusz Dietrych, polski inżynier mechanik, projektant technologii i maszyn górniczych (zm. 2001)
- 1908:
  - Karl Swenson, amerykański aktor (zm. 1978)
  - Elio Vittorini, włoski pisarz, tłumacz (zm. 1966)
- 1909:
  - Lisa Gelius, niemiecka lekkoatletka, sprinterka, płotkarka i oszczepniczka (zm. 2006)
  - Bronisław Schönborn, polski rysownik, grafik (zm. 1971)
- 1910:
  - Olga Iliwicka-Dąbrowska, polska pianistka, kameralistka, pedagog (zm. 1979)
  - Pimen, rosyjski duchowny prawosławny, patriarcha Moskwy i Wszechrusi (zm. 1990)
- 1911:
  - Raúl Chappell, peruwiański piłkarz, trener (zm. 1977)
  - Władysław Szymczak, polski technik mechanik, polityk, poseł na Sejm PRL (zm. 1976)
  - Fiatau Penitala Teo, tuwalski polityk, pierwszy gubernator generalny (zm. 1998)
  - Stanisław Wdowiarz, polski geolog (zm. 1987)
- 1912:
  - Meyer Howard Abrams, amerykański krytyk literacki (zm. 2015)
  - Jackson Beck, amerykański aktor głosowy (zm. 2004)
  - Stanisław Buczyński, polski poeta, działacz ruchu ludowego (zm. 1982)
  - Franciszka Świetlikowa, polska historyk, działaczka komunistyczna (zm. 1972)
- 1913:
  - Coral Browne, australijsko-amerykańska aktorka teatralna i filmowa (zm. 1991)
  - Michael Foot, brytyjski polityk (zm. 2010)
  - Gherasim Luca, rumuński poeta (zm. 1994)
- 1914:
  - Adolf Dygacz, polski etnograf, muzykolog (zm. 2004)
  - Carl Foreman, amerykański scenarzysta i producent filmowy pochodzenia żydowskiego (zm. 1984)
  - Reidar Kvammen, norweski piłkarz, trener (zm. 1998)
  - Anna Morkisz, polska nauczycielka, działaczka ruchu oporu (zm. 1962)
  - Alf Prøysen, norweski pisarz, muzyk (zm. 1970)
- 1915:
  - Igor Andrejew, polski prawnik pochodzenia rosyjskiego (zm. 1995)
  - Hugo Bagnulo, urugwajski bokser, piłkarz, trener (zm. 2008)
  - Aníbal Ciocca, urugwajski piłkarz (zm. 1981)
  - Aleksy Kowalik, polski starszy strzelec, obrońca Westerplatte (zm. 2011)
  - Michaił Matusowski, rosyjski poeta, pieśniarz (zm. 1990)
- 1916:
  - Kurt Kreuger, niemiecki aktor (zm. 2006)
  - Pierre Pibarot, francuski piłkarz, trener (zm. 1981)
- 1917:
  - Knut Brynildsen, norweski piłkarz (zm. 1986)
  - John Stokes, brytyjski polityk (zm. 2003)
  - Gisela Voß, niemiecka lekkoatletka, skoczkini w dal (zm. 2005)
- 1918:
  - Alicja Barska, polska aktorka (zm. 2011)
  - Pee Wee Reese, amerykański baseballista (zm. 1999)
  - Milutin (Stojadinović), serbski biskup prawosławny (zm. 1992)
- 1919:
  - Jim Chapin, amerykański muzyk, instrumentalista (zm. 2009)
  - František Daneš, czeski językoznawca (zm. 2015)
  - Wiktor Obolewicz, polski inżynier mechanik, polityk, poseł na Sejm PRL (zm. 2014)
- 1920:
  - Józef Lokajski, polski lekkoatleta, oszczepnik, żołnierz AK (zm. 1943)
  - Amália Rodrigues, portugalska śpiewaczka fado (zm. 1999)
- 1921:
  - Robert Brown, brytyjski aktor (zm. 2003)
  - Marek Domański, polski prozaik, dramaturg (zm. 2002)
  - Alan Heusaff, bretoński lingwistyk, publicysta, działacz narodowy (zm. 1999)
- 1922:
  - Damiano Damiani, włoski reżyser i scenarzysta filmowy (zm. 2013)
  - Sydney Lassick, amerykański aktor (zm. 2003)
  - Czesław Stopiński, polski generał dywizji (zm. 1992)
- 1923:
  - Thea Beckman, holenderska pisarka (zm. 2004)
  - Janusz Garlicki, polski dziennikarz, pisarz (zm. 2015)
  - Morris Halle, łotewsko-amerykański językoznawca (zm. 2018)
  - Cyril M. Kornbluth, amerykański pisarz science fiction (zm. 1958)
  - Tadeusz Starzyński, polski lekkoatleta, trójskoczek, trener (zm. 2001)
  - Józef Werle, polski fizyk teoretyczny (zm. 1998)
- 1924:
  - Gazanfer Bilge, turecki zapaśnik (zm. 2008)
  - Ingram Olkin, amerykański statystyk (zm. 2016)
  - Magdalena Więcek, polska rzeźbiarka, rysowniczka, pedagog (zm. 2008)
- 1925:
  - Tajuddin Ahmed, banglijski polityk, pierwszy premier Bangladeszu (zm. 1975)
  - Gloria DeHaven, amerykańska aktorka (zm. 2016)
  - Jerzy Kotowski, polski realizator filmów animowanych i oświatowych (zm. 1979)
  - Quett Masire, botswański dziennikarz, polityk, prezydent Botswany (zm. 2017)
- 1926:
  - Cedella Booker, jamajska piosenkarka, pisarka (zm. 2008)
  - Józef Kudasiewicz, polski duchowny katolicki, biblista, tłumacz (zm. 2012)
  - Julio Xavier Labayen, filipiński duchowny katolicki, prałat terytorialny Infanty (zm. 2016)
  - Ludvík Vaculík, czeski pisarz, dziennikarz (zm. 2015)
- 1927:
  - Gérard Brach, francuski pisarz, scenarzysta filmowy (zm. 2006)
  - Andrzej Kurnatowski, polski lekarz, patomorfolog, historyk medycyny (zm. 2020)
  - Krzysztof Kwaśniewski, polski socjolog kultury, etnolog (zm. 2024)
  - Elliott See, amerykański inżynier, pilot doświadczalny, astronauta (zm. 1966)
- 1928:
  - Ryszard Krajewski, polski piłkarz, trener piłkarski, hokeista (zm. 2023)
  - Bill Lee, amerykański kontrabasista i basista jazzowy, kompozytor (zm. 2023)
  - Vera Rubin, amerykańska astronom (zm. 2016)
  - Paul Shin’ichi Itonaga, japoński duchowny katolicki, biskup Kagoshimy (zm. 2016)
  - Donald Scott, brytyjski bokser (zm. 2013)
  - Hubert Selby, amerykański prozaik, poeta, scenarzysta (zm. 2004)
  - Cyrus Young, amerykański lekkoatleta, oszczepnik (zm. 2017)
- 1929 – Kazys Lozoraitis, litewski polityk, dyplomata (zm. 2007)
- 1930:
  - Edward Gorol, polski rzeźbiarz, medalier (zm. 2003)
  - Maria Orwid, polska psychiatra (zm. 2009)
- 1931:
  - Te Atairangikaahu, królowa Maorysów (zm. 2006)
  - Arata Isozaki, japoński architekt (zm. 2022)
  - Jan Troell, szwedzki reżyser, scenarzysta, operator i montażysta filmowy
  - Andrzej Wat, polski historyk sztuki (zm. 2021)
- 1932:
  - Czesław Budzyński, polski poeta, prozaik (zm. 2010)
  - Oswaldo Loureiro, brazylijski aktor (zm. 2018)
  - Marian Orłoń, polski autor literatury dziecięcej i młodzieżowej (zm. 1990)
  - Janusz Zakrzewski, polski fizyk, wykładowca akademicki (zm. 2008)
- 1933:
  - Benedict Groeschel, amerykański duchowny katolicki, rekolekcjonista, psycholog (zm. 2014)
  - Adam Natanek, polski dyrygent, pedagog
  - Richard Rogers, brytyjski architekt (zm. 2021)
- 1934:
  - Waldemar Chaves de Araújo, brazylijski duchowny katolicki, biskup São João del Rei
  - Héctor De Bourgoing, argentyński i francuski piłkarz (zm. 1993)
  - Mieczysław Kałużny, polski rzeźbiarz (zm. 2001)
- 1935:
  - Zbigniew Jujka, polski rysownik, satyryk (zm. 2019)
  - Władysław Serczyk, polski historyk (zm. 2014)
- 1936:
  - Philippe Gaudrillet, francuski kolarz szosowy i torowy
  - Wacław Hryniewicz, polski duchowny katolicki, teolog, ekumenista (zm. 2020)
  - Anthony Kennedy, amerykański prawnik, politolog, ekonomista
  - Benito Sarti, włoski piłkarz (zm. 2020)
  - Grażyna Staniszewska, polska aktorka (zm. 2018)
- 1937:
  - Zofia Bobowicz, polska tłumaczka
  - Tadeusz Bujar, polski hokeista, trener (zm. 2021)
- 1938:
  - Ronny Cox, amerykański aktor, piosenkarz, kompozytor
  - Götz George, niemiecki aktor, producent filmowy (zm. 2016)
- 1939 – Stanisław Składowski, polski polityk, poseł na Sejm PRL (zm. 2015)
- 1940:
  - Marijan Brnčić, chorwacki piłkarz
  - Daniel Goldin, amerykański urzędnik państwowy, administrator NASA
  - Don Imus, amerykański prezenter radiowy, humorysta, pisarz, filantrop (zm. 2019)
  - Kai Johansen, duński piłkarz (zm. 2007)
  - Alfons Kupis, polski generał brygady (zm. 2024)
  - Alfred Olek, polski piłkarz (zm. 2007)
  - Tommaso Padoa-Schioppa, włoski ekonomista, bankier, dyplomata, polityk (zm. 2010)
- 1941:
  - Flora Kərimova, azerska piosenkarka, aktorka
  - Ove Lestander, szwedzki biegacz narciarski
  - Héctor Julio López Hurtado, kolumbijski duchowny katolicki, biskup Girardot
  - Sergio Mattarella, włoski prawnik, polityk, prezydent Włoch
  - Hartwig Steenken, niemiecki jeździec sportowy (zm. 1978)
- 1942:
  - Erika Blanc, włoska aktorka
  - Myra Hindley, brytyjska seryjna morderczyni (zm. 2002)
  - Jean-Claude Rudaz, szwajcarski kierowca wyścigowy
  - Romanas Algimantas Sedlickas, litewski prawnik, polityk
- 1943:
  - Bogumił Borowski, polski polityk, poseł na Sejm RP (zm. 2014)
  - Paolo Costa, włoski ekonomista, polityk
  - Lucy Lee Flippin, amerykańska aktorka
  - William Meyers, południowoafrykański bokser (zm. 2014)
  - André Sainjon, francuski związkowiec, polityk
  - Zvonimir Vujin, serbski bokser (zm. 2019)
  - Bohdan Woronowicz, polski psychiatra, seksuolog, specjalista terapii uzależnień
- 1944:
  - Andrzej Skorupiński, polski lekkoatleta, płotkarz (zm. 2020)
  - Julian Warzecha, polski duchowny katolicki, pallotyn, teolog, biblista (zm. 2009)
- 1945:
  - Knut Brustad, norweski lekkoatleta, średniodystansowiec
  - Endre Molnár, węgierski piłkarz wodny, trener
  - Zyhmund Wysocki, ukraiński piłkarz, trener pochodzenia polskiego
- 1946:
  - Abigail, australijska aktorka
  - Claude Azéma, francuski działacz sportowy
  - Waldemar Domagała, polski architekt, kompozytor, wokalista, członek zespołu Homo Homini (zm. 2007)
  - Hans Ettmayer, austriacki piłkarz, trener (zm. 2023)
  - Tim Johnson, amerykański polityk
  - Krystyna Kwiatkowska, polska muzyk, kompozytorka
  - Arvid Noe, norweski marynarz, kierowca, pierwsza ofiara zakażenia wirusem HIV w Europie (zm. 1976)
  - Rene Ricard, amerykański poeta, aktor, krytyk sztuki, malarz (zm. 2014)
  - Luis Felipe Solé Fa, hiszpański duchowny katolicki, biskup diecezjalny Trujillo, w Hondurasie
  - Michał Zacharias, polski historyk, wykładowca akademicki
- 1947:
  - Ulrich Beyer, niemiecki bokser (zm. 1988)
  - David Bordwell, amerykański teoretyk i historyk filmu (zm. 2024)
  - Doudas Leydi Camara, senegalski koszykarz (zm. 2024)
  - Gardner Dozois, amerykański pisarz science fiction, wydawca (zm. 2018)
  - David Essex, brytyjski kompozytor, piosenkarz, aktor
  - Larry Manetti, amerykański aktor pochodzenia włoskiego
  - Lubow Muchaczowa, rosyjska biegaczka narciarska
  - Torsten Palm, szwedzki kierowca wyścigowy
  - Robert M. Parker Jr., amerykański prawnik, wydawca, krytyk wina
  - Gabriel Pometcu, rumuński bokser
  - Hans-Jürgen Wittkamp, niemiecki piłkarz, trener
  - Pierre Yver, francuski kierowca wyścigowy
- 1948:
  - Marañón, hiszpański piłkarz
  - Stanisław Targosz, polski generał broni pilot, dowódca Sił Powietrznych (zm. 2013)
- 1949:
  - Sławomir Stanisław Czarnecki, polski kompozytor, pedagog
  - Wasyl Medwit, polski duchowny greckokatolicki, biskup pomocniczy egzarchatu doniecko-charkowskiego (zm. 2024)
  - Andrzej Otręba, polski związkowiec, polityk, poseł na Sejm RP
- 1950:
  - Władimir Megre, rosyjski przedsiębiorca, pisarz
  - Ramón Quiroga, peruwiański piłkarz, bramkarz pochodzenia argentyńskiego
- 1951:
  - Juan Vicente Córdoba Villota, ekwadorski duchowny katolicki, biskup Fontibón w Kolumbii
  - Thierry Cornillet, francuski prawnik, polityk, eurodeputowany
  - Kim Commons, amerykański szachista (zm. 2015)
  - Laurențiu Dumănoiu, rumuński siatkarz (zm. 2014)
  - Eugeniusz Helbert, polski artysta fotograf
  - Fritz Kiersch, amerykański reżyser, scenarzysta i producent filmowy
  - Teruhiko Miyahara, japoński zapaśnik
  - Wojciech Rawecki, polski reżyser i operator filmowy
  - Dave Roberts, amerykański lekkoatleta, tyczkarz
- 1952:
  - Henk Kamp, holenderski samorządowiec, polityk
  - Aleksandr Korieszkow, rosyjski piłkarz, trener
  - John Rutsey, kanadyjski perkusista, członek zespołu Rush (zm. 2008)
  - Pāvels Seļivanovs, łotewski siatkarz
- 1953:
  - Nikołaj Bażukow, rosyjski biegacz narciarski
  - Ana Botella, hiszpańska polityk, alkad Madrytu
  - Kamil Sipowicz, polski filozof, dziennikarz, poeta, rzeźbiarz, malarz
- 1954:
  - Ałła Kudłaj, ukraińska piosenkarka
  - Ata’ollah Mohadżerani, irański historyk, dziennikarz, polityk
  - Nicolae Negrilă, rumuński piłkarz
- 1955:
  - Krystyna Doktorowicz, polska specjalistka zarządzania mediami
  - Stojan Ganew, bułgarski polityk, dyplomata, wicepremier, minister spraw zagranicznych (zm. 2013)
  - Serhij Taruta, ukraiński przedsiębiorca, polityk
- 1956:
  - Mike Bruner, amerykański pływak
  - Zoltan Dani, serbski pułkownik
  - Conceição Geremias, brazylijska lekkoatletka, wieloboistka
  - Kazys Starkevičius, litewski samorządowiec, polityk
  - Tengiz Sulakwelidze, gruziński piłkarz, trener
- 1957:
  - Nikos Galis, grecki koszykarz
  - Theo van Gogh, holenderski reżyser, aktor (zm. 2004)
  - Olav Hansson, norweski skoczek narciarski
  - Mario Russotto, włoski duchowny katolicki, biskup Caltanissetty
  - Larry Stefanki, amerykański tenisista, trener
  - Quentin Willson, brytyjski dziennikarz, prezenter telewizyjny, ekspert motoryzacyjny
- 1958:
  - Björn von Finckenstein, namibijski lekarz, samorządowiec, burmistrz Windhuku
  - Frank Mill, niemiecki piłkarz (zm. 2025)
- 1959:
  - Pedro Aznar, argentyński muzyk, wokalista
  - Waldy Dzikowski, polski polityk, poseł na Sejm RP
  - Michele Emiliano, włoski polityk, prezydent Apulii
  - Li Qiang, chiński polityk, premier ChRL
  - Wojciech Skibiński, polski aktor
  - Krzysztof Smela, polski samorządowiec, starosta częstochowski
  - Mauro Zuliani, włoski lekkoatleta, sprinter
- 1960:
  - Manfred Bockenfeld, niemiecki piłkarz
  - Stefan Drajewski, polski dziennikarz, krytyk teatralny i literacki
  - Susan Graham, amerykańska śpiewaczka operowa (mezzosopran)
- 1961:
  - Antoine Carr, amerykański koszykarz
  - Vikram Chandra, indyjski pisarz
  - Martin Gore, brytyjski muzyk, wokalista, członek zespołu Depeche Mode
  - Woody Harrelson, amerykański aktor
  - Mário da Silva, portugalski lekkoatleta, średnio- i długodystansowiec
  - Rob Stewart, kanadyjski aktor, scenarzysta i reżyser filmowy
- 1962:
  - Lydia Cornell, amerykańska aktorka
  - Federico Franco, paragwajski lekarz, polityk, wiceprezydent i prezydenci Paragwaju
  - Eriq La Salle, amerykański aktor, reżyser filmowy
  - Anna Maniecka, polska lekkoatletka, płotkarka, trenerka (zm. 2008)
- 1963:
  - Ołeh Czużda, ukraiński kolarz szosowy
  - Junus-bek Jewkurow, rosyjski wojskowy, polityk, prezydent Inguszetii
  - Scott Strausbaugh, amerykański kajakarz górski
  - Andy Townsend, irlandzki piłkarz
- 1964:
  - Roman Chagba, rosyjski piłkarz pochodzenia gruzińskiego
  - Marzena Kryszkiewicz, polska informatyk, profesor nauk technicznych
  - Nick Menza, amerykański perkusista, członek zespołu Megadeth (zm. 2016)
  - Marek Wierzbicki, polski historyk, profesor nauk społecznych
- 1965:
  - Pierpaolo Ferrazzi, włoski kajakarz górski
  - Grace Mugabe, zimbabweńska polityk, pierwsza dama
  - Slash, brytyjski gitarzysta, członek zespołów Guns N’ Roses i Velvet Revolver
  - Jörg Stübner, niemiecki piłkarz (zm. 2019)
  - Elżbieta Szczot, polska prawniczka, wykładowczyni akademicka, aktywistka społeczna (zm. 2024)
- 1966:
  - Lorenz Schindelholz, szwajcarski bobsleista
  - Micheal Williams, amerykański koszykarz
  - Dżawad Zarinczeh, irański piłkarz
- 1967:
  - Philip Seymour Hoffman, amerykański aktor, reżyser filmowy (zm. 2014)
  - Roberto Lezaun, hiszpański kolarz górski i szosowy
  - Manuel Ochogavía, panamski duchowny katolicki, biskup Colón-Kuna Yala
  - Tony Scaglione, amerykański perkusista, członek zespołu Whiplash
  - Małgorzata Sinica, polska instruktorka harcerska, harcmistrzyni, naczelnik ZHP
  - Titiyo, szwedzka piosenkarka
- 1968:
  - Elden Campbell, amerykański koszykarz
  - Declan Ganley, irlandzki przedsiębiorca, polityk
  - Bogdan Kiełbasiński, polski przedsiębiorca, polityk i samorządowiec, prezydent Legionowa
  - Gary Payton, amerykański koszykarz
  - Ewa Pięta, polska reżyserka i scenarzystka filmowa (zm. 2006)
  - Stephanie Seymour, amerykańska modelka, aktorka
- 1969:
  - Marco Bode, niemiecki piłkarz
  - Bill Chott, amerykański aktor, komik
  - Dmytro Chrystycz, ukraiński hokeista
  - Stéphane Diagana, francuski lekkoatleta, płotkarz
  - Matthew Leutwyler, amerykański reżyser, scenarzysta i producent filmowy
  - Kai Meyer, niemiecki pisarz, dziennikarz
  - Raphael Warnock, amerykański polityk, senator
- 1970:
  - Charisma Carpenter, amerykańska aktorka
  - Hennadij Orbu, ukraiński piłkarz, trener
  - Saulius Skvernelis, litewski prawnik, policjant, polityk, premier Litwy
  - Povilas Vanagas, litewski łyżwiarz figurowy
- 1971:
  - Gocza Dżamarauli, gruziński piłkarz
  - Chad Gracey, amerykański perkusista, członek zespołu LIVE
  - Alison Krauss, amerykańska piosenkarka, skrzypaczka
  - Monika Kruse, niemiecka didżejka, producentka muzyczna
  - Noriko Mizoguchi, japońska judoczka
  - Marcin Witko, polski nauczyciel, samorządowiec, polityk, prezydent Tomaszowa Mazowieckiego, poseł na Sejm RP
- 1972:
  - Giovane Élber, brazylijski piłkarz
  - Stacie Mistysyn, kanadyjsko-amerykańska aktorka pochodzenia ukraińskiego
  - Marlon Wayans, amerykański pisarz, aktor, reżyser i producent filmowy
- 1973:
  - Daisy Donovan, brytyjska aktorka, prezenterka telewizyjna, pisarka
  - Thomas Ebert, duński wioślarz
  - Andrius Giedraitis, litewski koszykarz
  - Darvin Ham, amerykański koszykarz, trener i analityk koszykarski
  - Francis Healy, szkocki kompozytor, gitarzysta, wokalista, członek zespołu Travis
  - Monica Lewinsky, amerykańska skandalistka pochodzenia żydowskiego
  - Himesh Reshammiya, indyjski kompozytor muzyki filmowej, wokalista, aktor
- 1974:
  - Martin Amerhauser, austriacki piłkarz
  - Dritan Baholli, albański piłkarz, trener
  - Aleksandr Czajka, rosyjski seryjny morderca
  - Maurice Greene, amerykański lekkoatleta, sprinter
  - Kathryn Hahn, amerykańska aktorka
  - Kang Yong-gyun, północnokoreański zapaśnik
  - Robert Kropiwnicki, polski politolog, prawnik, polityk, poseł na Sejm RP
  - Bente Nordby, norweska piłkarka, bramkarka
  - Izabela Puchacz, polska piłkarka ręczna, trenerka
  - Andrea Ugolini, sanmaryński piłkarz
  - Igor Woronin, ukraiński siatkarz
- 1975:
  - Walerij Berezowski, kigiski piłkarz
  - Natalia Edzgweradze, gruzińska szachistka, trenerka
  - Surya Sivakumar, indyjski aktor
  - Alessio Tacchinardi, włoski piłkarz
  - Behnam Tajjebi, irański zapaśnik
  - Mario Tokić, chorwacki piłkarz
- 1976:
  - Judith Arndt, niemiecka kolarka szosowa
  - Jon Gallant, kanadyjski gitarzysta basowy, członek zespołu Billy Talent
  - Judit Polgár, węgierska szachistka
  - Ralph Stöckli, szwajcarski curler
- 1977:
  - Silvia Colloca, włoska aktorka
  - Francesco Fortunato, włoski siatkarz
  - Jarosław Kłys, polski hokeista
  - Paweł Podgórski, polski aktor, wokalista
  - Néicer Reasco, ekwadorski piłkarz
- 1978:
  - Stuart Elliott, północnoirlandzki piłkarz
  - Lauren Groff, amerykańska pisarka
  - Julia Kolberger, polska aktorka, reżyserka filmowa
  - Heather Moyse, kanadyjska rugbystka, bobsleistka, kolarka torowa
  - Stefanie Sun, singapurska piosenkarka
  - Irene Timmers, holenderska lekkoatletka, tyczkarka
  - Takashi Yamamoto, japoński pływak
- 1979:
  - Alessandro Agostini, włoski piłkarz
  - Perro Aguayo Jr., meksykański luchador (zm. 2015)
  - Mehmet Akif Alakurt, turecki aktor, model
  - Károly Balzsay, węgierski bokser
  - Zigmārs Berkolds, łotewski saneczkarz
  - Sotiris Kirjakos, grecki piłkarz
  - Cathleen Tschirch, niemiecka lekkoatletka, sprinterka
  - Żiwko Żelew, bułgarski piłkarz
- 1980:
  - Carlos Félix, dominikański zapaśnik
  - Marc Schneider, szwajcarski piłkarz
  - Craig Stevens, australijski pływak
  - Jimmy Tau, południowoafrykański piłkarz
  - Michelle Williams, amerykańska piosenkarka
- 1981:
  - Martín Arzuaga, kolumbijski piłkarz
  - Steve Jocz, kanadyjski perkusista pochodzenia polskiego, członek zespołu Sum 41
  - Dmitrij Karpow, kazachski lekkoatleta, wieloboista
  - Jarkko Nieminen, fiński tenisista
- 1982:
  - Ludmiła Kalinczyk, białoruska biathlonistka
  - Gökhan Ünal, turecki piłkarz
  - Gerald Wallace, amerykański koszykarz
  - Paul Wesley, amerykański aktor pochodzenia polskiego
  - Ace Wilder, szwedzka piosenkarka, kompozytorka, autorka tekstów
- 1983:
  - Rebecca Hewitt, australijska aktorka
  - Antonio Hudson, amerykański koszykarz
  - Bastian Kaltenböck, austriacki skoczek narciarski
  - Aaron Peirsol, amerykański pływak
- 1984:
  - Arnór Atlason, islandzki piłkarz ręczny
  - Natalia Golasowska, polska piłkarka
  - Yann Jouffre, francuski piłkarz
  - Anna Matusiak, polska dziennikarka
  - Brandon Roy, amerykański koszykarz
- 1985:
  - Edyta Czerwonka, polska koszykarka
  - Jayson Jablonsky, amerykański siatkarz
  - Luis Ángel Landín, meksykański piłkarz
  - Anna Maria Mühe, niemiecka aktorka
  - Łukasz Prokorym, polski prawnik, polityk, marszałek województwa podlaskiego
- 1986:
  - Kalindra Faria, brazylijska zawodniczka MMA
  - Millane Fernandez, niemiecka piosenkarka pochodzenia indonezyjskiego
  - Natasha Hastings, amerykańska lekkoatletka, sprinterka
  - Ayaka Komatsu, japońska aktorka, modelka
  - Hamza Louati, tunezyjski zapaśnik
  - Nelson Philippe, francuski kierowca wyścigowy
  - Jelena Sokołowa, rosyjska lekkoatletka, skoczkini w dal
- 1987:
  - Jared Bidwell, australijski wioślarz
  - Marc Fernández, hiszpański koszykarz
  - Luiz Gustavo, brazylijski piłkarz
  - Marta Pihan-Kulesza, polska gimnastyczka
- 1988:
  - Simão Mate Junior, mozambicki piłkarz
  - Cheikh M’Bengue, senegalski piłkarz
  - Ivana Nešović, serbska siatkarka
  - Michael Odibe, nigeryjski piłkarz
- 1989:
  - Batczuluuny Batmagnaj, mongolski zapaśnik
  - Rinat Dżumabajew, kazachski szachista
  - Kim Ekdahl Du Rietz, szwedzki piłkarz ręczny
  - Daniel Radcliffe, brytyjski aktor pochodzenia żydowskiego
  - Ołeh Steciuk, ukraiński dziennikarz
  - Donald Young, amerykański tenisista
- 1990:
  - Răzvan Andreiana, rumuński bokser
  - Taha Diab, syryjski piłkarz
  - Rafael Forster, brazylijski piłkarz
  - Kevin Reynolds, kanadyjski łyżwiarz figurowy
- 1991:
  - Lars van der Haar, holenderski kolarz przełajowy i szosowy
  - Lauren Mitchell, australijska gimnastyczka
  - Dmitrij Orłow, rosyjski hokeista
  - Kianoush Rostami, irański sztangista
  - Kamil Syprzak, polski piłkarz ręczny
  - Naadir Tharpe, amerykański koszykarz
- 1992:
  - Jhon Cifuente, ekwadorski piłkarz
  - David Elmasllari, albański aktor, kompozytor
  - Danny Ings, angielski piłkarz
  - Karolina Karasiewicz, polska kolarka
  - Mateusz Kołosowski, polski szachista
  - Axel Toupane, francuski koszykarz
  - Peter Tschernegg, austriacki piłkarz
- 1993:
  - Bryn Forbes, amerykański koszykarz
  - Javonte Green, amerykański koszykarz
  - Hsieh Yu-chieh, tajwańska tenisistka
  - Ayoze Pérez, hiszpański piłkarz
- 1994:
  - David Gleirscher, austriacki saneczkarz
  - Stephen Kingsley, szkocki piłkarz
  - Walid El Karti, marokański piłkarz
  - Felix Michel Melki, libański piłkarz
- 1995:
  - Sam Byrne, irlandzki piłkarz
  - Hwasa, południowokoreańska piosenkarka, raperka, autorka tekstów
- 1996:
  - Rachel G. Fox, amerykańska aktorka
  - Kasperi Kapanen, fiński hokeista
  - Sinan Kurt, niemiecki piłkarz pochodzenia tureckiego
- 1997:
  - Chris Clemons, amerykański koszykarz
  - Donovan Džavoronok, czeski siatkarz
  - Mateusz Gościński, polski hokeista
  - Fabian Plak, holenderski siatkarz
  - Matija Šarkić, czarnogórski piłkarz, bramkarz (zm. 2024)
  - Leo Väisänen, fiński piłkarz
- 1998:
  - Deandre Ayton, bahamski koszykarz
  - Dawid Pakulski, polski piłkarz
  - Mateusz Rzeźniczak, polski lekkoatleta, sprinter
  - Morlaye Sylla, gwinejski piłkarz
- 1999:
  - Siwar Bousetta, tunezyjska zapaśniczka
  - Lovro Kos, słoweński skoczek narciarski
  - Vitinho, brazylijski piłkarz
- 2000 – Vittoria Fontana, włoska lekkoatletka, sprinterka
- 2001:
  - Johan Gomez, amerykański piłkarz pochodzenia meksykańskiego
  - Jasmina Immayeva, uzbecka zapaśniczka
  - Vítězslav Jaroš, czeski piłkarz, bramkarz
  - Natalia Lijewska, polska siatkarka
  - Christian Lundgaard, duński kierowca wyścigowy
  - Jorge Ruvalcaba, meksykański piłkarz
- 2002:
  - Séléna Janicijevic, francuska tenisistka pochodzenia serbskiego
  - Dawid Kocyła, polski piłkarz
  - Lumix, austriacko-włoski didżej, producent muzyczny
- 2003:
  - Fukaj, polski raper, autor tekstów
  - Manoła Skobelśka, ukraińska zapaśniczka
  - Kento Yumiya, japoński zapaśnik
- 2004:
  - Valentín Barco, argentyński piłkarz
  - Stefano Belotti, włoski skoczek do wody
  - Edas Butvilas, litewski tenisista

## Zmarli
- 1100 – Garnier z Gray, burgundzki hrabia, krzyżowiec (ur. ?)
- 1306 – Joanna z Orvieto, włoska tercjarka dominikańska, mistyczka, błogosławiona (ur. ok. 1264)
- 1373 – Brygida, szwedzka zakonnica, teolog, pisarka, założycielka zakonu brygidek, święta (ur. 1303)
- 1393 – Konrad von Wallenrode, wielki mistrz zakonu krzyżackiego (ur. ?)
- 1403 – Thomas Percy, angielski arystokrata, rebeliant (ur. 1343)
- 1433 – Pavel Kravař, czeski lekarz, emisariusz husycki (ur. ok. 1391)
- 1467 – Paweł Legendorf, polski duchowny katolicki, biskup warmiński (ur. ok. 1415)
- 1508 – Antonio Ferrero, włoski kardynał (ur. ?)
- 1536 – Henryk FitzRoy, angielski arystokrata (ur. 1519)
- 1562 – Götz von Berlichingen, niemiecki rycerz (ur. 1480)
- 1577 – Scipione Rebiba, włoski kardynał, inkwizytor (ur. 1504)
- 1579 – Valentin von Eickstedt, pomorski szlachcic (ur. 1527)
- 1595 – Thoinot Arbeau, francuski pisarz, kompozytor, teoretyk tańca (ur. 1519)
- 1597 – Gabriele Paleotti, włoski duchowny katolicki, arcybiskup Bolonii, kardynał (ur. 1522)
- 1632 – Pamwo Berynda, ukraiński działacz kulturalny i oświatowy, leksykograf, prozaik, poeta, grawer (ur. 1555–1560)
- 1635 – Hans Ulrich von Schaffgotsch, austriacki generał (ur. 1595)
- 1643 – Mikołaj Oelhaf, gdański lekarz, botanik (ur. 1604)
- 1645 – Michał I Romanow, car Rosji (ur. 1596)
- 1654 – Orazio Grassi, włoski jezuita, astronom, matematyk, architekt (ur. 1583)
- 1656 – Mikołaj Henel, śląski regionalista, syndyk, biograf, kronikarz, historyk (ur. 1582)
- 1702 – Coenraad van Heemskerck, holenderski dyplomata, polityk (ur. 1646)
- 1710 – Samuel Stryk, niemiecki prawnik (ur. 1640)
- 1716 – Mikołaj Łaściszewski, polski szlachcic, konsyliarz konfederacji tarnogrodzkiej (ur. ?)
- 1739 – Ludwik Jakub Chomiński, polski szlachcic, polityk (ur. ?)
- 1756 – Charles de Gontaut-Biron, francuski dowódca wojskowy, marszałek Francji (ur. 1663)
- 1757 – Domenico Scarlatti, włoski kompozytor (ur. 1685)
- 1767 – Daniel Gralath, gdański uczony, burgrabia, burmistrz (ur. 1708)
- 1793:
  - Józef Radzicki, polski szlachcic, polityk, marszałek konfederacji targowickiej (ur. ok. 1736)
  - Roger Sherman, amerykański prawnik, polityk (ur. 1721)
- 1794 – Aleksander de Beauharnais, francuski wicehrabia, generał (ur. 1760)
- 1798 – Adam Poniński, polski szlachcic, jeden z przywódców konfederacji radomskiej, polityk (ur. 1732)
- 1800 – Magdalena Jasińska, polska śpiewaczka, aktorka (ur. ok. 1770)
- 1802 – María del Pilar Teresa Cayetana de Silva y Álvarez de Toledo, hiszpańska arystokratka (ur. 1762)
- 1805 – Joseph-Alexandre de Ségur, francuski pisarz (ur. 1756)
- 1811 – Wilhelm de Courbière, pruski generał (ur. 1733)
- 1820 – Warłaam (Szyszacki), rosyjski biskup prawosławny (ur. 1750)
- 1822 – Hieronymus Karl von Colloredo-Mansfeld, austriacki generał (ur. 1775)
- 1829 – Wojciech Bogusławski, polski aktor, dramatopisarz, dyrektor Teatru Narodowego (ur. 1757)
- 1831 – Rudolf Johann Habsburg, austriacki kardynał (ur. 1788)
- 1840 – Carl Blechen, niemiecki malarz (ur. 1798)
- 1853:
  - Andries Pretorius, burski dowódca wojskowy, polityk (ur. 1798)
  - Constantin Daniel Rosenthal, rumuński malarz, rzeźbiarz pochodzenia żydowskiego (ur. 1820)
- 1855 – Feliks Boczkowski, polski lekarz, chirurg (ur. 1804)
- 1856 – Heinrich Theodor von Schön, pruski polityk (ur. 1773)
- 1858 – Adalbert Lidmansky, austriacki duchowny katolicki, biskup Gurk (ur. 1795)
- 1859 – Marceline Desbordes-Valmore, francuska poetka, aktorka, śpiewaczka operowa (ur. 1786)
- 1871 – George Henry Miles, amerykański pisarz (ur. 1824)
- 1874 – Samuel Henryk Merzbach, polski księgarz, wydawca, poeta pochodzenia żydowskiego (ur. 1798)
- 1875 – Isaac Merritt Singer, amerykański wynalazca współczesnej maszyny do szycia (ur. 1811)
- 1885 – Ulysses Grant, amerykański generał, polityk, prezydent USA (ur. 1822)
- 1886 – Hermann Maas, niemiecki chirurg (ur. 1842)
- 1894:
  - Heinrich Brunn, niemiecki archeolog, wykładowca akademicki (ur. 1822)
  - Jan Liszewski, polski dziennikarz, nauczyciel, poeta, etnograf, warmiński działacz polityczny i społeczny (ur. 1852)
- 1896 – Emeryk Hutten-Czapski, polski uczony, polityk, numizmatyk (ur. 1828)
- 1904 – Rodolfo Amando Philippi, niemiecko-chilijski paleontolog, botanik, malakolog, zoolog, wykładowca akademicki (ur. 1808)
- 1906 – Gentarō Kodama, japoński generał, gubernator generalny Tajwanu (ur. 1852)
- 1907 – William Shakespeare Hays, amerykański poeta, autor tekstów piosenek (ur. 1837)
- 1909:
  - Ernest Cambier, belgijski podróżnik (ur. 1844)
  - Zygmunt Noskowski, polski kompozytor, pedagog, dyrygent, krytyk muzyczny (ur. 1846)
- 1913 – Klementyna Czosnowska, polska śpiewaczka operetkowa (sopran), aktorka (ur. 1864)
- 1914 – Franciszek Jaczewski, polski duchowny katolicki, biskup lubelski (ur. 1832)
- 1916:
  - William Ramsay, brytyjski chemik, fizyk, laureat Nagrody Nobla (ur. 1852)
  - Adolf Weil, niemiecki lekarz, wykładowca akademicki (ur. 1848)
- 1918 – Paweł Spandowski, polski ekonomista, działacz spółdzielczy (ur. 1885)
- 1919 – Spiridon Lambros, grecki polityk, premier Grecji (ur. 1851)
- 1920:
  - Zygmunt Krauze, polski podporucznik piechoty (ur. 1896)
  - Wincenty Kwiatkowski, polski plutonowy (ur. 1898)
  - Mieczysław Mijal, polski porucznik (ur. 1896)
  - Leon Starybrat, polski plutonowy (ur. 1895)
- 1921 – Zygmunt Grzymała Bośniacki, polski balneolog, geolog, paleontolog, paleobotanik (ur. 1837)
- 1922 – Henryk Weyssenhoff, polski malarz (ur. 1859)
- 1923 – Charles Dupuy, francuski polityk, premier Francji (ur. 1851)
- 1925 – Emil Prochaska, polski generał brygady (ur. 1877)
- 1927:
  - Arthur Hoffmann, szwajcarski polityk, prezydent Szwajcarii (ur. 1857)
  - Jan Myjak, polski poeta, działacz ruchu ludowego (ur. 1849)
- 1929 – Antoni Żychliński, polski prawnik, polityk (ur. 1874)
- 1931:
  - Bang Jeong-hwan, koreański autor literatury dziecięcej i młodzieżowej (ur. 1899)
  - Ludwik Miklaszewski, polski krawiec, polityk, poseł na Sejm RP (ur. 1869)
- 1932 – Edward Schubert, polski generał brygady (ur. 1866)
- 1933 – Hipolit Julian Borowski, polski działacz społeczny i narodowy (ur. 1867)
- 1934 – Małgorzata Maria López de Maturana, hiszpańska zakonnica, błogosławiona (ur. 1884)
- 1936:
  - Piotr Ruiz de los Paños y Ángel, hiszpański duchowny katolicki, męczennik, błogosławiony (ur. 1881)
  - Józef Sala Picó, hiszpański duchowny katolicki, męczennik, błogosławiony (ur. 1888)
- 1939 – Tomasz Janiszewski, polski lekarz, polityk, minister zdrowia publicznego (ur. 1867)
- 1941:
  - Stefania Hanausek, polska członkini ZWZ (ur. 1915)
  - Hans Scheele, niemiecki lekkoatleta, płotkarz i sprinter, żołnierz (ur. 1908)
  - Alfred Teggin, angielski rugbysta, krykiecista (ur. 1860)
- 1942:
  - Adam Czerniaków, polski inżynier, działacz gospodarczy, publicysta, poeta, działacz społeczności żydowskiej, prezes warszawskiego Judenratu (ur. 1880)
  - Krystyn Gondek, polski prezbiter, męczennik, błogosławiony (ur. 1909)
  - Michaił Grabbe, rosyjski generał lejtnant, emigracyjny działacz polityczny, społeczno-kulturalny i kombatancki (ur. 1868)
  - Valdemar Poulsen, duński wynalazca (ur. 1868)
  - Edward Irenaeus Prime-Stevenson, amerykański pisarz (ur. 1858)
  - Władimir Szalimow, radziecki major pilot (ur. 1908)
  - Nikoła Wapcarow, bułgarski poeta, działacz ruchu robotniczego (ur. 1909)
- 1944:
  - Ochid Kardanow, radziecki żołnierz (ur. 1924)
  - Max Nettlau, niemiecki anarchista, historyk (ur. 1865)
  - Eduard Wagner, niemiecki generał artylerii (ur. 1894)
- 1948 – David W. Griffith, amerykański reżyser filmowy (ur. 1875)
- 1950 – Zygmunt Rozwadowski, polski malarz batalista, scenograf (ur. 1870)
- 1951:
  - Philippe Pétain, francuski dowódca wojskowy, polityk, marszałek Francji (ur. 1856)
  - Adam Stefan Sapieha, polski książę, duchowny katolicki, biskup i arcybiskup krakowski, kardynał (ur. 1867)
- 1955:
  - Antanas Garmus, litewski lekarz, działacz społeczno-polityczny, samorządowiec, burmistrz Kowna (ur. 1881)
  - Ahmad Ghawam, irański polityk, premier Iranu (ur. ok. 1875)
  - Cordell Hull, amerykański polityk, sekretarz stanu, laureat Pokojowej Nagrody Nobla (ur. 1871)
- 1957:
  - Witold Jabłoński, polski sinolog, historyk kultury, religioznawca (ur. 1901)
  - Giuseppe Tomasi di Lampedusa, włoski pisarz (ur. 1896)
- 1959 – Tadeusz Albin Kruszyński, polski duchowny katolicki, historyk sztuki, wykładowca akademicki (ur. 1884)
- 1961:
  - Valentine Davies, amerykański scenarzysta filmowy (ur. 1905)
  - Stefan Domański, polski piłkarz, bramkarz (ur. 1904)
  - Gerrit Horsten, holenderski piłkarz (ur. 1900)
- 1962 – Gwido Kawiński, polski pułkownik dyplomowany piechoty (ur. 1891)
- 1963:
  - Aleksandr Gierasimow, rosyjski malarz (ur. 1881)
  - Szelomo Lawi, izraelski polityk (ur. 1882)
  - Vasile Luca, rumuński polityk komunistyczny (ur. 1898)
  - Joseph Vuillemin, francuski generał lotnictwa (ur. 1883)
- 1964:
  - Frederick Grace, brytyjski bokser (ur. 1884)
  - Leif O. Hveem, norweski żużlowiec (ur. 1920)
  - Arkadij Mordwinow, rosyjski architekt, urbanista (ur. 1896)
  - Samarendra Nath Roy, amerykański matematyk i statystyk (ur. 1906)
- 1965 – Wacław Szczeblewski, polski malarz, pedagog (ur. 1888)
- 1966:
  - Lo La Chapelle, holenderski piłkarz, bramkarz (ur. 1888)
  - Montgomery Clift, amerykański aktor (ur. 1920)
- 1967:
  - Ignacy Fojcik, polski działacz narodowy, powstaniec śląski (ur. 1871)
  - Krzysztof II, grecki duchowny prawosławny, patriarcha Aleksandrii (ur. 1876)
- 1968:
  - Luigi Cevenini, włoski piłkarz, trener (ur. 1895)
  - Henry Hallett Dale, brytyjski fizjolog, farmakolog, laureat Nagrody Nobla (ur. 1875)
  - Alfred Frenzel, niemiecki polityk, szpieg czechosłowacki (ur. 1899)
- 1970 – Amadeo Bordiga, włoski polityk komunistyczny (ur. 1889)
- 1971:
  - Van Heflin, amerykański aktor (ur. 1910)
  - William Tubman, liberyjski prawnik, polityk, prezydent Liberii (ur. 1895)
  - Hieronim Wyczółkowski, polski działacz społeczny, urzędnik samorządowy, polityk, minister aprowizacji (ur. 1879)
- 1972:
  - Leon Szatzsznajder, polski malarz portrecista, rzeźbiarz, medalier (ur. 1881)
  - George Alan Thomas, brytyjski badmintonista, tenisista, szachista, sędzia szachowy (ur. 1881)
- 1973:
  - Edward Rickenbacker, amerykański pilot wojskowy, as myśliwski pochodzenia szwajcarskiego (ur. 1890)
  - David Meredith Seares Watson, brytyjski zoolog, paleontolog, wykładowca akademicki (ur. 1886)
- 1975:
  - Zygmunt Moskwa, polski inżynier budownictwa wodnego, polityk, poseł na Sejm PRL, minister przemysłu drobnego i rzemiosła, minister łączności (ur. 1908)
  - Stanisław Sierotwiński, polski historyk literatury (ur. 1909)
  - Ryszard Sobiszewski, polski tancerz; aktor, pedagog (ur. 1888)
- 1976:
  - Bazyli Hopko, słowacki duchowny greckokatolicki, błogosławiony (ur. 1904)
  - Paul Morand, francuski pisarz (ur. 1888)
- 1977:
  - Arsenio Erico, paragwajski piłkarz (ur. 1915)
  - Brunon Strzałka, polski pisarz (ur. 1912)
- 1978:
  - Jerzy Duszyński, polski aktor (ur. 1917)
  - Maurycy O’Brien de Lacy, polski hrabia pochodzenia irlandzkiego (ur. ?)
- 1979 – Joseph Kessel, francuski pisarz, dziennikarz (ur. 1898)
- 1981:
  - Bolesław Lewicki, polski teoretyk filmu, krytyk, pedagog (ur. 1908)
  - Łazar Lusternik, rosyjski matematyk (ur. 1899)
- 1982:
  - Betty Parsons, amerykańska artystka, marszandka, kolekcjonerka dzieł sztuki (ur. 1900)
  - Hitoshi Sasaki, japoński piłkarz, trener (ur. 1891)
  - Erik Wilén, fiński lekkoatleta, płotkarz i sprinter (ur. 1898)
- 1983 – Georges Auric, francuski kompozytor, krytyk muzyczny (ur. 1899)
- 1985 – Kay Kyser, amerykański wokalista, aktor (ur. 1905)
- 1986:
  - Carlos Humberto Rodríguez Quirós, kostarykański duchowny katolicki, arcybiskup metropolita San José de Costa Rica (ur. 1910)
  - Kazimierz Sikorski, polski kompozytor, teoretyk muzyki, pedagog (ur. 1895)
- 1989:
  - Donald Barthelme, amerykański pisarz (ur. 1931)
  - Ignatius Phakoe, sotyjski duchowny katolicki, biskup Leribe (ur. 1927)
- 1990:
  - Otto Ambros, niemiecki chemik, zbrodniarz wojenny (ur. 1901)
  - Feliks Stawicki, polski porucznik piechoty (ur. 1912)
- 1991:
  - Michaił Jasnow, radziecki polityk (ur. 1906)
  - Piotr Poręba, polski duchowny katolicki, teolog, pastoralista, katecheta (ur. 1908)
  - Aleksiej Szybajew, radziecki polityk (ur. 1915)
- 1992:
  - Jerzy Dunin-Borkowski, polski muzeolog, kolekcjoner (ur. 1908)
  - Sulajman Farandżijja, libański polityk, prezydent Libanu (ur. 1910)
  - Ian Proctor, brytyjski projektant jachtów, publicysta, pisarz (ur. 1918)
- 1993 – Megan Taylor, brytyjska łyżwiarka figurowa (ur. 1920)
- 1994 – Jan Staniszewski, polski lekkoatleta, średniodystansowiec (ur. 1913)
- 1995:
  - András Csaplár, węgierski lekkoatleta, długodystansowiec (ur. 1912)
  - Ewa Malewicka, polska łyżwiarka szybka, działaczka sportowa (ur. 1955)
- 1996:
  - Jean Muir, amerykańska aktorka (ur. 1911)
  - Jerzy Skowronek, polski historyk (ur. 1937)
- 1997 – Walter Behrendt, niemiecki polityk, przewodniczący Parlamentu Europejskiego (ur. 1914)
- 1999 – Hassan II, król Maroka (ur. 1929)
- 2000:
  - Johannes Dyba, niemiecki duchowny katolicki, arcybiskup Fuldy (ur. 1929)
  - Mars Rafikow, radziecki pilot wojskowy, kosmonauta (ur. 1933)
- 2001 – Eudora Welty, amerykańska pisarka (ur. 1909)
- 2002:
  - Leo McKern, brytyjski aktor pochodzenia australijskiego (ur. 1920)
  - Robert Ivan Nichols, amerykański złodziej tożsamości (ur. 1926)
  - Chaim Potok, amerykański pisarz pochodzenia żydowskiego (ur. 1929)
- 2003 – Jadwiga Polanowska, polska aktorka (ur. 1937)
- 2004:
  - Rogelio Domínguez, argentyński piłkarz, bramkarz (ur. 1931)
  - Serge Reggiani, francuski aktor, reżyser filmowy, piosenkarz pochodzenia włoskiego (ur. 1922)
- 2005:
  - Maria Fijewska-Dobrzyńska, polska aktorka-lalkarka (ur. 1917)
  - Helga Gödl, austriacka i niemiecka narciarka alpejska (ur. 1915)
- 2006:
  - Charles Brady, amerykański astronauta (ur. 1951)
  - Frederick Mosteller, amerykański statystyk (ur. 1916)
  - Ewa Sałacka, polska aktorka (ur. 1957)
  - Rudolf Teschner, niemiecki szachista (ur. 1922)
- 2007:
  - Ernst Fischer, niemiecki chemik, laureat Nagrody Nobla (ur. 1918)
  - George Tabori, brytyjski dramaturg, reżyser teatralny pochodzenia węgiersko-żydowskiego (ur. 1914)
  - Mohammad Zaher Szah, król Afganistanu (ur. 1914)
- 2008:
  - Kurt Furgler, szwajcarski polityk, prezydent Szwajcarii (ur. 1924)
  - Ahmet Hadžipašić, bośniacki polityk, premier Bośni i Hercegowiny (ur. 1952)
  - Rachela Hutner, polska nestorka pielęgniarstwa (ur. 1909)
- 2009 – Lucjan Mianowski, polski malarz, grafik (ur. 1933)
- 2010 – Lech Nadarkiewicz, polski skoczek narciarski, trener, działacz sportowy (ur. 1945)
- 2011:
  - Robert Ettinger, amerykański wojskowy, filozof, działacz społeczny (ur. 1918)
  - Maria Kalota-Szymańska, polska poetka, krytyk literacki (ur. 1926)
  - John Shalikashvili, amerykański generał pochodzenia gruzińskiego (ur. 1936)
  - Amy Winehouse, brytyjska piosenkarka (ur. 1983)
- 2012:
  - Barbara Hulanicka, polska artystka plastyk, projektantka tkanin artystycznych (ur. 1924)
  - Sally Ride, amerykańska astronautka (ur. 1951)
  - John Treloar, australijski lekkoatleta, sprinter (ur. 1928)
  - José Luis Uribarri, hiszpański prezenter telewizyjny (ur. 1936)
- 2013:
  - Emile Griffith, amerykański bokser (ur. 1938)
  - Luis Mendez, belizeński piłkarz (ur. 1990)
  - Michał Radgowski, polski dziennikarz, publicysta (ur. 1929)
  - Djalma Santos, brazylijski piłkarz (ur. 1929)
  - Manjula Vijayakumar, indyjska aktorka (ur. 1953)
- 2014 – Dora Bryan, brytyjska aktorka (ur. 1923)
- 2015:
  - William Wakefield Baum, amerykański duchowny katolicki, arcybiskup Waszyngtonu, wysoki urzędnik Kurii Rzymskiej, kardynał (ur. 1926)
  - Gerhard Nickel, niemiecki językoznawca (ur. 1928)
- 2016:
  - Daniel Bargiełowski, polski aktor, reżyser teatralny, pisarz (ur. 1932)
  - Małgorzata Bartyzel, polska dziennikarka, teatrolog, animator kultury, polityk, poseł na Sejm RP (ur. 1955)
  - Thorbjörn Fälldin, szwedzki polityk, premier Szwecji (ur. 1926)
- 2017:
  - Kazimierz Grotowski, polski fizyk (ur. 1930)
  - John Kundla, amerykański trener koszykówki (ur. 1916)
  - Thomas Lister, nowozelandzki rugbysta, trener (ur. 1943)
  - Valdir Peres, brazylijski piłkarz (ur. 1951)
  - Mervyn Rose, australijski tenisista (ur. 1930)
- 2018:
  - Grzegorz Grzyb, polski perkusista jazzowy i rockowy (ur. 1971)
  - Oksana Szaczko, ukraińska malarka, działaczka na rzecz praw człowieka i równouprawnienia kobiet (ur. 1987)
- 2019 – Barbara Zworska-Raziuk, polska plastyk, pedagog (ur. 1959)
- 2020:
  - Jean Brankart, belgijski kolarz szosowy i torowy (ur. 1930)
  - Jan Galster, polski prawnik, wykładowca akademicki (ur. 1954)
  - Ove König, szwedzki łyżwiarz szybki (ur. 1950)
  - Janusz Kosicki, polski ekonomista, wykładowca akademicki (ur. 1928)
  - Sérgio Ricardo, brazylijski reżyser filmowy, kompozytor (ur. 1932)
- 2021:
  - Andrzej Biernacki, polski krytyk literacki, felietonista, badacz i historyk literatury współczesnej, edytor (ur. 1931)
  - Stanisław Koba, polski lekarz, polityk, poseł na Sejm PRL (ur. 1928)
  - Steven Weinberg, amerykański fizyk teoretyk, wykładowca akademicki, laureat Nagrody Nobla (ur. 1933)
  - Tuomo Ylipulli, fiński skoczek narciarski (ur. 1965)
- 2022:
  - Venant Bacinoni, burundyjski duchowny katolicki, biskup Bururi (ur. 1940)
  - Norbert Gwosdek, polski piłkarz (ur. 1939)
  - Barbara Martynowicz, polska aktorka (ur. 1929)
  - Bob Rafelson, amerykański reżyser, scenarzysta i producent filmowy (ur. 1933)
  - Andrzej Wierzbicki, polski historyk, wykładowca akademicki (ur. 1942)
  - Marek Żmigrodzki, polski politolog, wykładowca akademicki (ur. 1946)
- 2023:
  - Włodzimierz Roszczynialski, polski inżynier górnictwa, teoretyk zarządzania, menedżer (ur. 1947)
  - Piotr Rutkowski, polski puzonista i wokalista jazzowy (ur. 1943)
  - Kostiantyn Tyszczenko, ukraiński językoznawca, poliglota, wykładowca akademicki (ur. 1941)
- 2024:
  - Władimir Krawczenko, rosyjski pływak (ur. 1947)
  - Franciszek Richert, polski inżynier rolnictwa, działacz państwowy i sportowy, wicewojewoda gdański (ur. 1945)
  - Robin Warren, australijski lekarz, mikrobiolog, wykładowca akademicki, laureat Nagrody Nobla (ur. 1937)
- 2025:
  - Csaba Gy. Kiss, węgierski literaturoznawca, historyk kultury (ur. 1945)
  - Maeve Kyle, irlandzka lekkoatletka, sprinterka, biegaczka średniodystansowa (ur. 1928)
  - Osamu Minagawa, japoński piosenkarz (ur. 1963)